# 早稲田出口
早稲田出口（わせだでぐち）は、東京都新宿区（一部文京区）に設置されている首都高速道路5号池袋線の出口である。竹橋JCT方面からの出口のみが設置されている。入口は設置されていない。

## 設置の経緯
首都高速道路の計画時点では、ここから高速練馬線が分岐する予定で、接続構造が準備されていた。ところが、ただでさえ5号池袋線が渋滞続きという状況であり、練馬線まで合流しては渋滞に拍車をかけることから、練馬線のうち中央環状線より内側の計画は破棄されることとなり、余った接続構造の一部を生かして1987年（昭和62年）に早稲田出口が設置された。なお、周辺住民の要望により出口のみの設置となった。

## 接続する道路
- 新目白通り
- 外苑東通り

## 周辺
- 江戸川橋駅（東京メトロ有楽町線）
- 早稲田駅（東京メトロ東西線）
- 早稲田停留場（都電荒川線）

## 隣
首都高速5号池袋線
(502)飯田橋出入口 - (503)早稲田出口 - (505)護国寺出入口